# 湊仔攻略
《湊仔攻略》（英語：Daddy, Where's Mom）是香港電視廣播有限公司的資訊節目，全節目共10集，由林盛斌、區永權、黃長興擔任主持，本節目於2016年2月22日起香港時間逢星期一至五22:30－23:00在翡翠台播出，及於MyTV提供網上節目重溫（集數上傳後兩個月後會刪除）。

## 每集內容
| 集數 | 播映日期 | 主題               | 演員 | 嘉賓                                                |
| 01   | 2月22日  | 左右做人難         | 陳庭欣（戴千金）、謝雪心（外母/外婆）、吳香倫（天光媽/嫲嫲）、Joe Junior（天光爸/爺爺）、劉江（外父/外公）、林祉祺（琳琳）、謝佩恩（媛媛）              | 曹永廉、黎諾懿、Prisca （育兒產品市場營銷部副經理） |
| 02   | 2月23日  | 我們都是這樣湊大的 | 黃智賢（藍壹）、楊詩敏（李愛娥）、鄧英敏（蝦哥）、何朗晴（藍童）                                                                                        | 黃智賢、林小慧（資深嬰幼兒護理顧問）                |
| 03   | 2月24日  | 湊仔之苦           | 張美妮（范焦）、梁烈唯（鍾典機）、趙啓嵐（樂樂）、譚亦峻（朗朗）                                                                                        | 梁烈唯、Cheryl（註冊助產師）                        |
| 04   | 2月25日  | 許勝不許敗！       | 馬國明（武得舒）、陳庭欣（戴千金）、林祉祺（琳琳）、曾珀潼（武時婷）、游茛維（體育主任）、余德丞（籃球小王子）                                          | 馬國明、Cheryl（註冊助産師）                        |
| 05   | 2月26日  | 辛酸嘉年華         | 張美妮（范焦）、袁偉豪（賴友贏）、趙啓嵐（樂樂）、譚亦峻（朗朗）、黃雪兒（賴子淇）                                                                      | 袁偉豪、陳國賓（註冊營養師）                        |
| 06   | 2月29日  | 怪獸家長           | 古明華（裘祈）、楊詩敏（李愛娥）、何朗晴（藍童）、鄭耀軒（裘祥）                                                                                        | 古明華、朱蘊晶（家庭醫生）                          |
| 07   | 3月1日   | 呷醋外父           | 陳庭欣（戴千金）、劉江（外父/外公）、沈震軒（表舅父/表舅公）、林祉祺（琳琳）、謝佩恩（媛媛）、陳丞熹（Charlie）                                         | 沈震軒、張小玫（資深嬰幼兒護理顧問）                |
| 08   | 3月2日   | 過關父母           | 阮兆祥（高仁）、楊詩敏（李愛娥）、李楓（高校長）、何朗睛（藍童）                                                                                        | 阮兆祥、林小慧（資深嬰幼兒護理顧問）                |
| 09   | 3月3日   | 我的興趣是親子？   | 張美妮（范焦）、詹瑞文（詹師父）、姚兵（普通話老師）、宋雯（芭蕾舞老師）、譚亦峻（朗朗）、何朗晴（藍童）                                                | 詹瑞文、趙傳民（高級髮型師）、Thomas（模特兒）      |
| 10   | 3月4日   | 升爸前、升爸後     | 吳業坤（師弟阿Dee）、陳庭欣（戴千金）、楊詩敏（李愛娥）、張美妮（范焦）、譚亦峻（朗朗）、趙啓嵐（樂樂）、何朗睛（藍童）、林祉祺（琳琳）、謝佩恩（媛媛） | 吳業坤、林小慧（資深嬰幼兒護理顧問）                |

## 收視
以下為本節目於香港無綫電視翡翠台之收視紀錄：
| 週次 | 集數  | 日期                   | 平均收視 |
| ---- | ----- | ---------------------- | -------- |
| 1    | 01-05 | 2016年2月22日－2月26日 | 18點     |
| 2    | 05-10 | 2016年2月29日－3月4日  | 16點     |

## 外部連結
- 無綫電視節目網頁 - 湊仔攻略 （页面存档备份，存于）

## 電視節目的變遷
| 香港無綫電視翡翠台 星期一至五 22:30-23:00 時段   | 香港無綫電視翡翠台 星期一至五 22:30-23:00 時段 | 香港無綫電視翡翠台 星期一至五 22:30-23:00 時段 |
| ------------------------------------------------ | ---------------------------------------------- | ---------------------------------------------- |
|                                                  | 湊仔攻略 （2016.02.22 - 2016.03.04）           |                                                |
| 新春開運王（第一輯） （2016.02.09 - 2016.02.19） | Do姐有問題 （2016.03.07 - 2016.04.08）         |                                                |